# 奧薩克洞鱸
奧薩克洞鱸（學名：Amblyopsis rosae）為輻鰭魚綱鮭鱸目洞穴魚科的一種，被IUCN列為次級保育類動物，分布於北美洲美國密蘇里州東南部、奧克拉荷馬州東北部及阿肯色州西北部淡水流域，體色為粉紅色至白色，眼睛埋至皮膚之下，無腹鰭，背鰭軟條7-8枚;臀鰭軟條8枚，體長可達6.2公分，生活在地下水域，屬肉食性，以橈腳類、甲殼類、小蠑螈等為食。